# Paula Botet
Paula Botet (Sallanches, 19 de diciembre de 2000) es una deportista francesa que compite en biatlón. Ganó una medalla de bronce en el Campeonato Europeo de Biatlón de 2023, en la prueba de relevo mixto individual.

## Palmarés internacional
| Campeonato Europeo | Campeonato Europeo  | Campeonato Europeo | Campeonato Europeo      |
| Año                | Lugar               | Medalla            | Prueba                  |
| ------------------ | ------------------- | ------------------ | ----------------------- |
| 2023               | Lenzerheide (Suiza) | Medalla de bronce  | Relevo mixto individual |